# Contraposición (retórica)

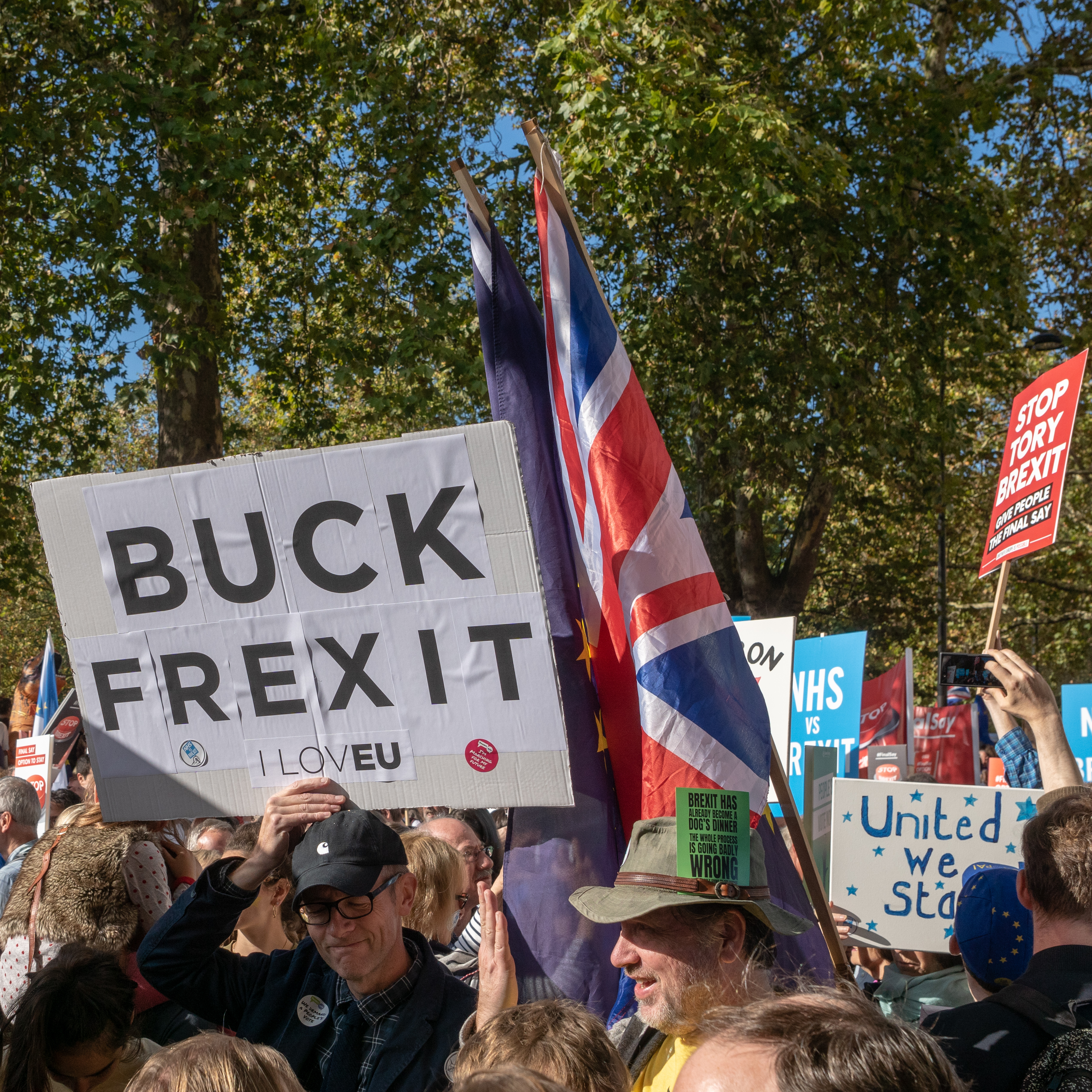
Un ejemplo de contraposición en una manifestación en Londres en contra del Brexit, donde se invierten las iniciales de los términos "Fuck" y "Brexit" para crear el spoonerismo "Buck Frexit".

Una contraposición, también llamado alteración silábica o por su término en inglés spoonerism es una metátesis entre dos vocablos, donde dos consonantes, vocales, sílabas o morfemas se intercambian entre sí. Puede realizarse de forma deliberada, tratándose de un juego de palabras, o producirse por un lapsus linguae.
El comediante mexicano Roberto Gómez Bolaños (Chespirito) usaba con frecuencia el recurso de contraposición o spoonerismo en sus series, como la frase «que no panda el cúnico», en lugar de la correcta oración en español «que no cunda el pánico» típica de su personaje El chapulín colorado, o cuando llamaba al músico mexicano Miguel Aceves Mejía «Miguel a veces gemía». Otro ejemplo se encuentra en el dicho popular de «no confundir la gimnasia con la magnesia».
Las contraposiciones ya eran utilizadas desde el siglo XVI por el escritor François Rabelais, quien las llamaba en francés contrepèteries. En su novela Pantagruel, escribió «femme folle à la messe et femme molle à la fesse» (en español: «mujer loca en la misa, mujer fofa en las nalgas»). En inglés recibe la denominación de spoonerism en honor al ministro británico William Archibald Spooner, quien cometía gazapos de este estilo en sus discursos.